# Instituto Departamental de Bellas Artes
El Instituto Departamental de Bellas Artes es una institución universitaria de carácter pública, ubicada en la ciudad de Cali y fundada en 1933 por iniciativa del Maestro Antonio María Valencia, sujeta a inspección y vigilancia por medio de la Ley 1740 de 2014 y la ley 30 de 1992 del Ministerio de Educación de Colombia. Inicialmente como un Conservatorio municipal; posteriormente se crearon las Facultades de Artes Visuales y Aplicadas y la Facultad de Artes Escénicas. Ha contribuido al desarrollo del Departamento del Valle del Cauca en el campo de la cultura, formando artistas profesionales destacados en la región.
En sus tres facultades ofrece cuatro programas profesionales: Interpretación Musical, Diseño Gráfico, Artes Plásticas y Licenciatura en Artes Escénicas, así como programas de formación básica en teatro y música.

## Historia
En la década de los años 30 del siglo XX, Cali (Colombia) se convierte en uno de los principales centros económicos e industriales del país, como parte de su desarrollo académico y cultural, surge la Escuela de Bellas Artes, proyecto formulado en 1933 por el Maestro Antonio María Valencia Zamorano, pianista y compositor, quien en ese entonces dirigía el Conservatorio de Cali, —creado en 1932 con aportes del Municipio de Santiago de Cali—. 
Apoyado en el joven Maestro Jesús María Espinosa, crea la Escuela de Artes Plásticas en 1934, con lo que se da inicio a una actividad académica en las artes plásticas que fundamentó lo que en décadas posteriores sería el programa de Artes Plásticas ——iniciado en 1988, cuando obtiene la primera licencia por parte del Ministerio de Educación — . 
En sus inicios, mediante Ordenanza n.º 8 de 1936, emanada de la Asamblea del Valle del Cauca, el Conservatorio de Cali- Escuela Departamental de Bellas Artes, se departamentalizó, así: 
- Sección primera. Escuela elemental y superior de música;
- Sección segunda. Escuela elemental y superior de dibujo y pintura;
- Sección tercera. Escuela elemental y superior de escultura y artes plásticas y decorativas; las que permitían la formación de artistas profesionales.

En 1942 el Conservatorio de Cali-Escuela Departamental de Bellas Artes, “Instituto de enseñanza artística elemental, media, superior y de especialización”, recibe aprobación del Ministerio de Educación Nacional, mediante Resolución n.º 332 de su Plan General de Estudios. 
En principio se definen como intereses principales de las Artes Visuales, difundir y enseñar las técnicas de la pintura clásica y romántica del siglo XIX, tales búsquedas se transformarán por la influencia de directores como: 
Roco Matjasic, pintor yugoslavo (1938) que añade las cátedras de color, paisaje y pintura mural (fresco) y consolida la cátedra de escultura con Maestro Gerardo Navia. 
Luego vendrá el Maestro antioqueño Carlos Correa (1943), primer premio en pintura en el III Salón de Artistas colombianos, 1942, autor de “La anunciación”, cuadro bastante polémico dentro del arte colombiano de la época. 
El Maestro Gustavo Rojas, quien realizó estudios artísticos de dibujo y pintura en el Colegio Politécnico Real de Londres y tuvo la dirección en forma continua hasta 1969. 
En ese entonces la Escuela contó con estudiantes de renombre, que se convirtieron en importantes referentes del arte como Edgar Negret, Hernando Tejada y Ernesto Buzzi. 
A partir de los años sesenta se originan eventos como el Festival de Arte, que luego tomaría el nombre de Festival Internacional de Arte de Cali, que surgió de la idea de Fanny Mickey en el Palacio de Bellas Artes, como se le denominaba en ese entonces al Instituto Departamental de Bellas Artes. También surge la idea del Primer Salón Gran Colombiano de Pintura (1963), el Salón de Pintura y Escultura (1964), el Primer Salón Panamericano de Pintura (1965) y el primero y segundo Salón Bolivariano de Pintura (1966 - 1967).  El maestro Fabio Daza dirige el la escuela de artes en los años setenta trayendo referencias de los talleres nucleares de la universidad nacional de Colombia. Aportes destacables en los métodos de enseñanza en los talleres fue la consolidación de las duplas y ternas pedagógicas, como alternativas para lograr un mayor intercambio en el aula a partir de un trabajo en conjunto, así como los espacios de diálogo, además del taller teórico práctico y el encuentro de saberes donde el debate y el trabajo colectivo potenciaban los procesos y proyectos académicos.
En 1970, la carrera de Diseño Gráfico empieza a perfilarse, pues en este año se dan ya certificados en “Dibujo Publicitario”. La duración de la carrera era de 8 semestres. En 1975 la carrera toma el nombre de Diseño publicitario. 
Gracias a la Bienal de Artes Gráficas de Cali (1971),(1973),(1976), se dio impulsó a técnicas consideradas, por aquel entonces, menores en el arte como el grabado, el dibujo y las impresiones gráficas como la serigrafía, fotoserigrafía y la litografía; lo que llevó a la conformación de la Escuela de Artes Visuales con sus programas: Artes Plásticas y Diseño Publicitario, bajo la dirección del profesor Pablo Gálvez Torres, en el año de 1979, año en el que se planeó una autoevaluación institucional, con el fin de organizar los planes de estudio para que fueran aprobados por el ICFES. 
En 1985 se realizan modificaciones al programa de Diseño Publicitario, estructurándose el primer Plan de Estudios, en donde se definen las etapas: básica (4 semestres), específica (2 semestres) y aplicada (2 semestres). La reestructuración tomaría como modelo los sistemas educativos vanguardistas de Estados Unidos. 
En 1985 se realizan modificaciones al programa el cual trabajaba en talleres denominados nucleares en los que el estudiante desarrolla un proyecto personal. Eran núcleos de producción y creación, dirigidos por uno o varios docentes y cuyo interés estaba en el acompañamiento del docente al estudiante en el proceso. En 1985 el ICFES otorga a la Escuela de Artes Plásticas la licencia de funcionamiento, según el acuerdo n.º 252 de diciembre 1.
En 1986 el ICFES otorga a la Escuela de Artes Plásticas la licencia de funcionamiento, según el acuerdo n.º 252 de 1 de diciembre de 1985. 
En 1987 y 1988 la dirección de la Escuela está a cargo de Doris Salcedo, bogotana, graduada de la Universidad Jorge Tadeo Lozano y maestra en escultura de la Universidad de Nueva York, quien implementó nuevas metodologías y definiciones respecto al arte. 
En junio de 1988 se aprueban los planes de estudios, de Artes Plásticas y Diseño Gráfico con un plazo de cuatro años de funcionamiento según resolución n.º 001419 de 15 de junio de 1988. El Plan de Estudios del Programa de Artes Plásticas de 1988, realizado por la directora de la Escuela, su propuesta incluye asignaturas cómo Nuevos Medios en el área de Medios Visuales, en conjunto con las áreas de expresión, humanidades y crítica. Su finalidad era formar a los estudiantes de Artes Plásticas como artistas contemporáneos que respondiesen a las necesidades de un medio y época determinada, el énfasis estaba dado por la necesidad de una formación en la Historia del arte y en el conocimiento de la obra de artistas y su contextos de surgimiento, lo cual es posible en la medida en que los estudiantes tengan conocimientos de la historia del arte, conozcan la obra de otros artistas y el contexto en el que dicha obra fue
creada (Salcedo, 1988:44) El programa se caracterizó por el énfasis de las cátedras de historia del arte, historia del arte latinoamericano y colombiano, seminarios de apoyo, la implementación de las clases de fotografía, video e incorporando las humanidades en las cátedras de estética, antropología, semiología y literatura
En los noventa, en el marco de la Ley 30 de 1992, se produce el cambio de nombre de Escuela a Facultad y de Director de Escuela a Decano, cambio que se hizo a partir de la estructura organizativa del instituto, con énfasis en la formación universitaria, mediante acuerdo n.º 043 de 15 de noviembre de 1995. 
En 1992, el programa se adhiere a la vanguardia de los nuevos medios (informática, cine, video) y fortalece el área humanística; hay un trabajo pedagógico individualizado por módulos y se consolida la relación con el sector industrial a través de dos semestres de pasantía, alcanzando un total de diez semestres. 
En 1998, bajo la dirección de la entonces Decana de la Facultad de Artes Visuales y Aplicadas, Maestra Victoria Garnica de Bromet, se inauguran la sala de exposición principal y la sala alterna. Igualmente, se abren espacios para publicaciones de maestros y estudiantes en Neocomics, revista que alcanzó a contar cinco ediciones. 
En los cuatro primeros semestres del Plan de Estudios de 2002 se incluye las asignaturas: Introducción al Diseño Industrial y Modelos y prototipos (I: cartón, espuma; II: madera, acrílico; III: metales; IV: técnica mixta), igualmente existía la materia Seguridad Industrial. 
En 2006 la decanatura estará a cargo de la Licenciada en Filosofía y especialista en Humanidades Contemporáneas, Liliana Ossa Zamorano. A partir de este año se edita la publicación seriada de la Revista Imago, la cual estuvo en vigencia hasta el año 2009. En este mismo año se hace la revisión de la intensidad horaria semanal y su correspondencia con el número de créditos de las asignaturas. También se incluyen en los programas de curso las competencias a desarrollar. 
A partir del segundo semestre del año 2010, el Decano encargado es el Maestro Elías Heim, reconocido artista a escala nacional e internacional; quien desde su dirección promueve las exposiciones individuales y colectivas de la Facultad y fortalece actividades de apoyo académico consistentes en talleres y encuentros con artistas invitados y diseñadores de talla internacional, como Isidro Ferrer y Felipe Taborda. 
En el primer semestre de 2012, asume la decanatura en propiedad el arquitecto Alberto Ayala. El Programa de Artes Plásticas obtiene la renovación del registro calificado a través de la Resolución n.º 17688 de 6 de diciembre de 2013. 
La propuesta persigue profundizar en la disciplina con mayor flexibilidad, orientándose hacia la integración de diversos saberes y la interdisciplinariedad; con esto los estudiantes modelan su formación a partir de sus propios intereses, tomando un mayor número de créditos electivos que ofrecen los distintos Programas Académicos de la institución.
A partir de enero de 2014 Margarita Ariza Aguilar asume la decanatura y en 2015 se designan como jefes de departamento a Alberto Campuzano Sánchez como jefe de departamento de artes plásticas y Edier Becerra como jefe de departamento de diseño gráfico. El trabajo fundamental realizado en La facultad y sus dos programas se centra en la implementación del nuevo plan de estudios aprobado en 2013 y los requerimientos para su ejecución en una política de alta calidad. Adicionalmente como propósitos se establecen fortalecer la actividad investigativa y editorial. Se retoma la revista Imago que no se había editado desde hacía 7 años y su coordinador es el maestro Luis felipe Vélez, coordinador del comité editorial de la facultad. La revista comienza a tener una continuidad de dos ediciones por año que se han mantenido hasta el presente,(2019). Por un lado, se conforma el grupo de investigación Aisthesis, avalado institucionalmente y reconocido por Colciencias y categorizado en C en el 2017, con proyectos de investigación aprobados y semilleros. Se consolidan las coordinaciones de área que se proponen contribuir al fortalecimiento de la calidad en los procesos académicos en el área específica, (expresión, proyectual y humanidades) y generar una articulación de las diferentes asignaturas de tal forma que se establezca claramente una ruta a través de los objetivos del aprendizaje definiendo de esta forma los contenidos en cada uno de los ciclos de formación, con un enfoque de carácter proyectual.
En el transcurso de estos años, 2014- 2019 en la decanatura de Margarita Ariza la influencia de los programas de Artes Plásticas y del Diseño gráfico en el campo de la creación ha sido relevantes por la generación de proyectos y creaciones con amplia repercusión en el contexto cultural, gestadas tanto al interior de procesos formativos como en otros espacios de interacción cultural. De igual forma, el fortalecimiento de actividades de apoyo académico consistentes en talleres y encuentros con artistas invitados, como la proyección social desde el área de espacios expositivos, ha fortalecido los procesos de socialización y circulación de la creación. Actualmente se promueven intercambios con otras instituciones universitarias de formación en Artes Plásticas, así como la socialización de contenidos desarrollados en el aula a través de exposiciones individuales y colectivas de la Facultad.
En 2018 se desarrollan de manera colectiva los Proyectos educativos de Programa de ambos programas, desde el reconocimiento histórico de las prácticas docentes. Estos documentos fruto de una construcción colectiva en el que participaron miembros de la comunidad académica. El documento se presenta
como el resultado del reconocimiento de las prácticas, métodos y procesos pedagógicos de los maestros de diferentes generaciones que han contribuido a la consolidación del programa de Artes Plásticas.
Para su construcción se han recogido la historia y los procesos pedagógicos de 84 años de existencia, que ha incidido de manera decisiva en el desarrollo de las prácticas creativas actuales en el ámbito local, regional, nacional e internacional, así como en los procesos educativos y culturales de la región
y el país.
En 2018 se obtiene la acreditación de alta calidad del programa de Artes plásticas.
https://bellasartes.edu.co/images/fava/PEP_artes_plasticas.pdf
https://bellasartes.edu.co/images/fava/PEP_diseno.pdf
En el 2018 los programas de Artes Plásticas y Licenciatura en Artes Escénicas de Bellas Artes recibieron por parte del Ministerio de Educación Nacional la acreditación de alta calidad, por el término de 4 años, mediante las resoluciones 017238 y 017239 del 24 de octubre del 2018. Para otorgar las dos acreditaciones los pares designados por el Consejo Nacional de Acreditación tuvieron en cuenta la trayectoria e impacto en la formación de los artistas plásticos y Licenciados en Artes Escénicas, en la región y el país, el liderazgo en el desarrollo cultural y artístico que Bellas Artes ha realizado durante más de 80 años de formación de artistas profesionales.
El Rector de Bellas Artes, Dr. Ramón Daniel Espinosa Rodríguez, expresó que “el esfuerzo y compromiso de docentes, estudiantes, egresados y funcionarios administrativos, sumado al apoyo de la Gobernadora del Valle del Cauca, Dra. Dilian Francisca Toro, a través de la inversión social, hicieron posible la acreditación de estos dos programas. Por su excelente organización, su funcionamiento, y en especial el cumplimiento de su proyección social, Bellas Artes obtuvo la acreditación de alta calidad de estos dos programas, trabajo que se realizó cumpliendo con los factores y las 42 características exigidas por el Ministerio de Educación, para alcanzar la acreditación de un programa en nuestro País. Recibimos este reconocimiento importante para la Institución y el Valle del Cauca, y estamos seguros que Bellas Artes con sus programas seguirá contribuyendo a la calidad de la Educación Superior en Colombia”.

## Programas académicos
| Snies | Programa                        | Nivel de Formación | Título que otorga             |
| ----- | ------------------------------- | ------------------ | ----------------------------- |
| 1739  | Interpretación Musical          | Universitaria      | Maestro en instrumento        |
| 1738  | Diseño Gráfico                  | Universitaria      | Diseñador Gráfico             |
| 1737  | Artes Plásticas                 | Universitaria      | Maestro en Artes Plásticas    |
| 4891  | Licenciatura en Artes Escénicas | Universitaria      | Licenciado en Artes Escénicas |